# Армада (компания)
«Арма́да» — российская публичная компания, предоставляющая услуги организациям в сфере информационных технологий (ИТ), в том числе — по разработке программного обеспечения, производящая компьютерное аппаратное оборудование. Создана в 2007 году.
По состоянию на 2012 год входила в двадцатку крупнейших российских ИТ-компаний по версии рейтингового агентства «Эксперт РА». Акции компании торговались до сентября 2019 года на Московской бирже.

## Руководство
Председатель Совета директоров компании — Герман Каплун.
По состоянию на октябрь 2014 года в компании было три генеральных директора: Игорь Горбатов, Андрей Возняк и Виталий Подольский. С сентября 2016 года назначен новый генеральный директор Владимир Чекалкин. 

## История
24 апреля 2007 года общее собрание акционеров ОАО «РБК. Информационные системы» одобрило решение совета директоров компании о выделении ИТ-бизнеса в самостоятельную структуру. До 2007 года компания вела деятельность под брендом «РБК Софт». На момент создания в состав группы «Армада» вошли компании «РБК Софт» и «Helios IT-Operator». В июне 2007 года компания «Армада» достигла соглашения о приобретении контрольного пакета "PM Expert " — компании, специализирующейся на услугах по управлению проектами в России.
31 июля 2007 года «Армада» провела размещение акций на российских фондовых биржах ММВБ и РТС. За 2 миллиона обыкновенных акций «Армады» инвесторы заплатили 760 млн рублей. Капитализация компании на момент размещения составила 4,56 млрд рублей (около $179 млн). Привлечённые в результате IPO средства были направлены на развитие бизнеса и новые приобретения.
В сентябре 2007 года компания приобрела за $12,3 млн контрольный пакет акций (55 %) компании «Союзинформ», оперирующей на рынке ИТ-аутсорсинга.
В октябре 2007 года «Армада» приобрела 51 % акций ООО «Единые торговые системы» (ЕТС), российского разработчика систем электронной торговли; сумма сделки составила $1,8 млн.
В 2012 году выручка компании «Армада» составила 5 579 млн руб., чистая прибыль — 410 млн руб., наличные средства на счетах компании — 1 079 млн руб.

### Корпоративный конфликт 2014 года
Внезапное падение прибыли в 2013 году в 37 раз и подозрения в выводе средств из компании на сумму 2,5 млрд руб. породили корпоративный конфликт между акционерами и менеджментом.
В 2014 году в компании произошли изменения в руководстве и составе акционеров, спровоцировавшие корпоративный конфликт и ряд судебных процессов. О причинах этого конфликта в марте 2014 «Ведомости» писали: бизнес «Армады» рос хуже всего рынка, а менеджмент компании перестал встречаться с потенциальными инвесторами. Кроме того, менеджмент по надуманным причинам отказывал акционерам в их праве на созыв собрания акционеров.
В июле 2014 информационное агентство «Росбалт» сообщило о том, как в нарушение прав акционеров менеджмент во главе с Председателем совета директоров «Армады» Алексеем Кузовкиным не допускал кандидатуры от акционеров к выдвижению в совет директоров на общем собрании. Cуд поддержал позицию одного из акционеров — компании «Arsenal Advisor» и вынес решение, что если компания не проводит, то акционер сам может организовать и провести собрание акционеров.
Чуть позже в июле 2014 ТАСС сообщил о проигрыше на собрании акционеров кандидатур от Кузовкина (64,9 % голосовало за новый совет директоров и только 10 % за старый), что подтверждает то, что большинство акционеров «Армады» были недовольны старым менеджментом.
Тогда же РБК назвало причиной корпоративного конфликта в компании существенное падение стоимости акций, выручки и прибыли за 2013 год в 37 раз.
Газета «Ведомости» в августе 2014 сообщила, что вновь избранный совет директоров не нашёл сотрудников и документов в офисе компании.
«Российская газета» в октябре 2014 года опубликовала об этом развёрнутый материал, в котором уделила специальное внимание действиям нового председателя совета директоров Германа Каплуна. Газета обвинила Каплуна и его партнёров в организации в СМИ пиар-кампании и манипуляциях с акциями в течение лета 2014 года, что привело к обвальному (на 40 %) снижению стоимости ОАО. Как пишет газета, в итоге Каплун и его партнёр Александр Моргульчик (входят в число основателей холдинга РБК) через скупку подешевевших акций завладели корпоративными органами управления.
В своей публикации «Российская газета» не назвала СМИ, участвовавшие в пиар-кампании с другой стороны, но указала, что «число публикаций с упоминанием предыдущего менеджмента „Армады“ в негативном ключе в цитатах нового менеджмента за последнее время превысило 50». Газета уточнила, что некоторые СМИ являются «центральными», а некоторые заголовки охарактеризовала как «фельетонные», цитируя их. В ноябре журнал «Профиль» опубликовал опровержение с извинениями, касающееся двух таких публикаций. Впоследствии схожие опровержения опубликовали газета «Труд», журнал «Компания», ИА «Росбалт» и ряд других СМИ. В ходе судебных процессов суды вставали на сторону старого менеджмента «Армады».
Альтернативных точек зрения по поводу конфликта придерживались ведущие деловые СМИ: «Ведомости», «Коммерсант», Forbes и РБК.
Так «Коммерсант» в сентябре 2015 года писал о том, что падение котировок акций «Армады» никак не помешало вхождению новых акционеров в компанию: на 13,3 % вошли инвестиционная группа «АТОН» и британская инвестиционная группа «Genezis».
В статье «Коммерсанта» от 28 ноября[уточнить] говорилось о том, что акционеры и, прежде всего, А1 (структура «Альфа-групп») обвинили прежний менеджмент во главе с Алексеем Кузовкиным в выводе средств из компании на сумму 2,5 млрд руб. Кроме того, подчеркивалось резкое ухудшение финансовой ситуации в компании, падение прибыли в 37 раз, до 11 млн руб.
30 сентября 2019 акции компании были исключены из обращения на Московской бирже.